# Global Force Wrestling
Global Force Wrestling (GFW) foi uma promoção de luta livre profissional americana fundada em 2014 por Jeff Jarrett, que também já havia criado e sido presidente da Total Nonstop Action Wrestling (agora como Impact Wrestling). Em 2017, Jeff Jarrett  retornou ao Impact Wrestling exercendo o papel de executivo da companhia. Em 20 de abril, Karen Jarrett anunciou uma "fusão" entre a GFW e Impact Wrestling, e desde então, os títulos estão sendo defendidos no Impact Wrestling.

## História

### Formação
Embora Jeff Jarrett ainda fosse um investidor minoritário na Total Nonstop Action Wrestling (TNA), ele estreou a marca "Global Force Wrestling" em abril de 2014. Desde então, ele tem vindo a promover a promoção e estabelecer parcerias internacionais com companhias de luta livre profissional em todo o mundo. A organização tem uma parceria estratégica com a 25/7 Productions e David Broome (criador do The Biggest Loser da NBC). Broome afirmou que a GFW planejava criar conteúdo novo todas as semanas.
A partir de agosto de 2014, a GFW anunciou acordos com outras promoções, como a mexicana Asistencia Asesoría y Administración (AAA), a japonesa New Japan Pro Wrestling (NJPW), e várias promoções europeias, a sul-africana World Wrestling Professionals (WWP), e companhias da Austrália e Nova Zelândia. Como parte do relacionamento da GFW com a New Japan Pro Wrestling, a GFW "apresentou" o NJPW Wrestle Kingdom 9 no Tokyo Dome no mercado americano de pay-per-views em 4 de Janeiro de 2015 que contou com comentários de Jim Ross e Matt Striker. O evento "Wrestle Kingdom 9" atraiu de 12.000 a 15.000 compras na América do Norte.
O primeiro show próprio da Global Force Wrestling aconteceu em 12 de junho de 2015 no The Ballpark at Jackson em Jackson, Tennessee, como parte do "Grand Slam Tour" da GFW, o que implicou a realização de eventos em arenas da liga menor de beisebol. Nesse programa, os membros da Bullet Club Karl Anderson e Doc Gallows derrotou os New Heavenly Bodies.
As primeiras gravações de televisão estão programados para ocorrer no Orleans Arena em Las Vegas, Nevada. Os três primeiros eventos estão programados para ocorrer em 24 de julho de 2015, 21 de agosto de 2015 e 23 de outubro de 2015.
Em 6 de maio de 2015, Jarrett anunciou o plantel para as próximas gravações de TV, que incluem Karl Anderson e Doc Gallows, o Killer Elite Squad, e Chael Sonnen como analista especializado. Em 11 de maio, a GFW anunciou o resto de sua lista e no dia seguinte, foi informado que quatro campeões seriam coroados nas gravações de 24 de julho. Em 9 de julho de 2015, Jeff Jarrett anunciou que o nome do programa de TV da GFW será chamado de Amped.
Em 13 de Julho de 2015 GFW anunciou os quatro campeonatos que a empresa inicialmente irá promover:
- GFW Global Championship - servindo como o título primário
- GFW Women's Championship
- GFW Tag Team Championship
- GFW  NEX*GEN Championship -servindo como um título secundário (destacando especialmente lutadores pesos-leves)[17]

Também foi anunciado que a GFW usará um ringue hexagonal, semelhante ao usado na TNA e na AAA.

### Fusão com o Impact Wrestling
Depois de Jarrett retornar TNA no inicio de 2017 como diretor executivo da promoção, Jarrett disse que GFW e nova Impact Wrestling iam se "Tornar-se um dia a dia". No dia 20 de Abril de 2017 Karen Jarrett anunciou uma "fusão" entre GFW e Impact Wrestling. Em um comunicado de imprensa emitido em 28 de junho, o Impact Wrestling anunciou que sua companhia parente Anthem Sports & Entertainment Corp. adquiriu os direitos do GFW.

## Campeonatos
| Campeonato                | Último campeão(ões)        | Reinado | Vitória                | Local                            | Ref.   |
| ------------------------- | -------------------------- | ------- | ---------------------- | -------------------------------- | ------ |
| GFW Global Championship   | Alberto El Patrón          | 1       | 22 de abril de 2017    | Orlando, Flórida                 | [ 22 ] |
| GFW Women's Championship  | Sienna                     | 1       | 21 de abril de 2017    | Orlando, Flórida                 | [ 23 ] |
| GFW Tag Team Championship | The Latin American Xchange | 1       | 23 de abril de 2017    | Orlando, Flórida                 | [ 24 ] |
| GFW NEX*GEN Championship  | Cody                       | 1       | 25 de novembro de 2016 | Winston-Salem, Carolina do Norte |        |

## Parcerias internacionais
| Promoção                                   | Local                                            | Inicio da parceira   | Eventos da GFW                                         |
| ------------------------------------------ | ------------------------------------------------ | -------------------- | ------------------------------------------------------ |
| Asistencia Asesoría y Administración (AAA) | Cidade do México, México                         | 29 de abril de 2014  |                                                        |
| Emerald Wrestling Promotions (EWR)         | Irlanda                                          | 24 de julho de 2014  |                                                        |
| Explosive Pro Wrestling (EPW)              | Perth, Austrália Ocidental, Austrália            | 14 de agosto de 2014 |                                                        |
| Impact Pro Wrestling (IPW)                 | Auckland, Nova Zelândia                          | 14 de agosto de 2014 |                                                        |
| New Generation Wrestling (NGW)             | Hull, East Riding of Yorkshire, Inglaterra       | 24 de julho de 2014  |                                                        |
| New Japan Pro Wrestling (NJPW)             | Minato, Tóquio, Japão                            | 23 de junho de 2014  | Wrestle Kingdom 9 in Tokyo Dome (4 de janeiro de 2015) |
| Premier British Wrestling (PBW)            | Escócia                                          | 24 de julho de 2014  |                                                        |
| Pro Wrestling Alliance Australia (PWA)     | Sydney, New South Wales, Austrália               | 14 de agosto de 2014 |                                                        |
| Revolution Pro Wrestling (RPW)             | Sul da Inglaterra                                | 24 de julho de 2014  |                                                        |
| Riot City Wrestling (RCW)                  | Adelaide, Austrália do Sul, Austrália            | 14 de agosto de 2014 |                                                        |
| Westside Xtreme Wrestling (WXW)            | Oberhausen, Renânia do Norte-Vestfália, Alemanha | 24 de julho de 2014  |                                                        |
| World Wrestling Professionals (WWP)        | Port Elizabeth, Cabo Oriental, África do Sul     | 5 de agosto de 2014  | WrestleMonster (18 de julho de 2015)                   |
| WrestleClash                               | Melbourne, Victoria, Austrália                   | 14 de agosto de 2014 |                                                        |